# 查马拉贾纳加尔
查马拉贾纳加尔（卡纳达语：ಚಾಮರಾಜನಗರ，Chamarajanagar）是印度南部卡纳塔克邦的一個城鎮。

## 人口
该地2001年总人口60810人，其中男性30802人，女性30008人；0－6岁人口7005人，其中男3573人，女3432人；识字率59.66%，其中男性为65.32%，女性为53.84%。